# 何塞安東尼奧派斯市

何塞安東尼奧派斯市（西班牙語：Municipio José Antonio Páez），是委內瑞拉的一個市，位於該國西部亞拉奎州，首府設於薩瓦納德帕拉，始建於1990年9月19日，面積135平方公里，2011年人口20,455，人口密度每平方公里0.15人。
10°7′10″N 69°2′16″W / 10.11944°N 69.03778°W